# Памятник воинам-землякам (Майя)
Памятник воинам-землякам-мегинцам, погибшим в годы Великой Отечественной войны (1941—1945) — памятник в селе Майя, посвящённый участникам Великой Отечественной войны. Является объектом культурного наследия регионального значения.

## Общее описание
Расположен по адресу: Республика Саха (Якутия), Мегино-Кангаласский улус (район), с. Майя, ул. Майинская. Памятник был открыт в 1967 году. Архитектор И. А. Слепцов. Скульптор Е. Н. Винокурова.
Памятник состоит из:
- Скульптура Матери-Якутии бетонная;
  - Постамент из бетона;
  - Основание из бетона;
- Стела из бетона на опорах;
  - Выколотки латунные на стеле;
  - Надпись на якутском языке расположенная на стеле;
- Стелы из бетона 4 штуки слева и справа от скульптуры, каждая имеет шесть опор;
- Барельефные ставки из бетона между стелами, воссоздающие сцены боя;
- Памятные плиты на стелах, дюралюминиевые в количестве 84 штук, высечены 1685 фамилий павших сограждан.[1].

## Фото
- Яндекс фото Архивная копия от 6 сентября 2021 на Wayback Machine